# 南46線
 南46線，「蚶西港～中州」線，是位於臺南市的一條區道，西起臺南市西港區劉厝里蚶西港北側，東至臺南市西港區慶安里中州，全長 1.631 公里。

## 行經行政區域
臺南市
- 西港區

## 沿線景點及寺廟
- 南46線沿線：
  - 西港區：

## 連接道路
- 南46線沿線可連接以下公路：
  - 台19線（本區道終點）
  - 南41線（本區道起點）
  - 南43線
  - 南43-1線